# Ладинская Википедия
Лади́нская Википе́дия — раздел Википедии на ладинском языке, запущенный в августе 2020 года. В нём насчитывается 180 790 статей по состоянию за июль 2025 года и состоит 39 активных зарегистрированных пользователей. Раздел достиг отметки в 10 000 статей в январе 2022 года, 40 000 статей в июне 2022 года.

## История
Ладинская Википедия появилась как проект в «Инкубаторе» фонда Викимедиа в 2005 году. Из-за существования большого количества диалектов ладинского языка и малой распространённости стандартизированного ладинского языка, ему потребовалось много времени, чтобы стать полноценным разделом Википедии: 15 лет с основания проекта, и 3 года с момента, когда проектом заинтересовались общественные организации. Раздел достиг отметки в 1000 статей ещё будучи в «Инкубаторе», 14 ноября 2019 года.

## Особенности
Статьи в этом разделе могут быть написаны на стандартизированном ладинском или одном из пяти его диалектов, например, гарденском, фассанском, ампецанском.
Из-за особенностей языков раздел тесно связан с романшской и фриульской Википедиями.
Ладинская Википедия имеет один из самых высоких показателей отношения количества статей к количеству носителей языка. Он превышает 3 статьи на человека.